# Бранд-Нагельберг
Бранд-Нагельберг (нем. Brand-Nagelberg) — ярмарочная коммуна (нем. Marktgemeinde) в Австрии, в федеральной земле Нижняя Австрия.
Входит в состав округа Гмюнд. Население составляет 1758 человек (на 31 декабря 2005 года). Занимает площадь 36,63 км². Официальный код — 30903.

## Политическая ситуация
Бургомистр коммуны — Франц Фрайзенер (СДПА) по результатам выборов 2005 года.
Совет представителей коммуны (нем. Gemeinderat) состоит из 19 мест.
- СДПА занимает 15 мест.
- АНП занимает 4 места.